# 크루세이더 퀘스트
《크루세이더 퀘스트》(영어: Crusaders Quest)는 로드컴플릿에서 개발하고 한게임이 서비스하고 있는 롤플레잉 게임이다.구글플레이 및 앱스토어를 통해 글로벌 서비스 중이다. 구글 계정, 페이스북계정을 연동하여 플레이 할 수 있다.
이전에는 토스트(기업) 이 유통했었다.
지금은 사라진 좀비바이러스란 게임을 만든 기획사로 유명했다.

## 게임 방식
크루세이더 퀘스트의 용사들의 이동과 기본 공격은 자동으로 진행된다. 용사는 최대 3명까지 데리고 다닐 수 있으며 화면 하단에 각자의 고유한 스킬 블록이 나오게 된다. 이 스킬은 최대 3개까지 연결지어 쓸 수 있으며 그 위력이 점차 강해진다. 용사가 블록 스킬을 사용할 때마다 여신 버튼 게이지가 쌓이게 되며 터치하여 사용할 수 있다. 여신들은 각각 다른 효과를 가지고 있다. 챔피언 해금을 통해 다양한 액티브 스킬을 보유한 챔피언들도 사용할 수 있다.

### 모험

#### 시나리오
크루세이더 퀘스트의 주된 컨텐츠이며 크게 영혼석 연대기와 칼라드 연대기로 구성된다. 영혼석연대기는 에피소드 1~4로 구성된 사도의 부활, 에피소드 5인 푹풍의 기억과 하드모드, 에피소드 6인 제국의 군단과 하드모드, 에피소드 7 빛의 계승자와 하드모드로 구성된다. 칼리야 연대기는 에피소드 1 그림자와 소녀
로 구성되어 있으며 추가적인 컨텐츠 추가가 예고되어 있다. 입장시 일정량의 고기가 필요하며 고기는 5분에 하나씩 생기며, 최대개수 제한은 유저의 레벨에 따라 다르다.

#### 도전
시나리오 칼리야 연대기 에피소드 1을 클리어 할 시 플레이 가능하다. 입장시 고기가 소모된다. 총 4개의 스테이지가 있으며 최종보스를 클리어하거나 중간보스들을 클리어 하고 탈출이 가능하다. 클리어시 철, 각인석, 계승의 서를 획득할 수 있다. 게임오버시 이전 보상은 모두 사라지게 된다. 모든 보스는 패턴공략이 필요하며 체력이 매우 높다.

#### 외전
외전은 철, 수정가루, 수정파편, 수정결정을 획득할 수 있는 영혼의 요새와 홍련의 정수를 획득할 수 있는 홍련의 분화구로 이루어진다.

### 결투

#### 결투장
결투장 티켓을 사용하여 무작위 상대의 Ai와 대결이 가능하다. 티켓은 2시간에 1개씩 충전되며 최대 5개씩 가지고 있을 수 있다. 최대 5라운드로 구성되며 제한시간이 종료되거나 아군 용사들이 전투불능 상태가 되면 패배하게 된다. 용사들의 능력치는 결투장 보정을 받게 된다. 여신은 사용할 수 있지만 챔피언은 사용할 수 없다. 일정 승점을 채울 때마다 등급을 올릴 수 있으며 브론즈,실버,골드,마스터 순으로 등급이 정해지게 된다. 매주 월요일마다 순위가 갱신되며 등급에 따라 보상이 바뀌게 된다.

#### 투기장
다른 유저와 실시간으로 대결을 할 수 있는 기능이다. 용사보유수 13종 이상인 유저부터 입장이 가능하며 월요일을 기준으로 매주 등급이 초기화된다. 등급별로 다른 보상이 주어지며, 플레이에 필요한 요구사항이 없다. 상대용사들을 먼저 전투불능으로 만들거나, 제한시간 종료시 남은용사가 많은 유저, 남은용사의 수가 같을시 남은 용사들의 체력의 총합이 높은 유저가 승리하게 된다. 게임도중 연결이 끊기거나 나가게되면 패배한다. 결투장과 마찬가지로 챔피언 출입이 금지되며 여신만 동행할 수 있다.
투기장에는 브론즈, 실버, 골드, 마스터 티어가 존재하며, 각 등급별 5단계로 이루어진다. 투기장 승리시 1포인트씩 상승하며 패배시 1포인트씩 잃게 된다. 각 단계에서 5포인트일 때 승리하게 되면 승급이 가능하다. 단계별 등급의 하락은 없지만 티어의 강등은 존재한다. 마스터 티어는 등급이 없고 승리시 포인트가 5점을 넘어 계속 쌓이게 된다.
투기장은 매주 금지용사가 지정되며 금지용사는 전주간 가장 투기장에 많이 참여한 용사 1~5위로 결정된다.

#### 친선대련
다른 용사단과 실시간으로 겨룰 수 있는 기능이다. 투기장과 다르게 등급이 존재하지 않는다. 무작위 상대를 찾거나 1~999999번까지의 대기실에서 다른 유저와 겨룰 수 있다.

### 던전
던전은 크게 전설용사 던전, 특수던전, 이벤트 던전으로 구성되며 입장시 열쇠가 소모된다. 열쇠는 10분에 하나씩 모이며 최대 15개를 소지할 수 있다. 던전입장 시간표는 다음과 같다.
| ×              | 월            | 화                 | 수            | 목            | 금            | 토                 | 일(특수던전)      |
| -------------- | ------------- | ------------------ | ------------- | ------------- | ------------- | ------------------ | ----------------- |
| 전설용사전전 1 | 무장해제      | 무장해제           | 흑과 백       | 흑과 백       | 중력의 미궁   | 중력의 미궁        | 고블린의 비밀금고 |
| 전설용사던전 2 | 공허의 길     | 공허의 길          | 분노의 길     | 분노의 길     | 파멸의 길     | 파멸의 길          | 시간 가속 마법    |
| 고대의 훈련장  | 고대의 훈련장 | 고대의 훈련장      | 고대의 훈련장 | 고대의 훈련장 | 고대의 훈련장 | 고대의 훈련장      | 고대의 훈련장     |
| 특수던전       |               | 으스스한 빵 저장고 |               | 마녀달리기    |               | 으스스한 빵 저장고 |                   |

전설용사 던전은 클리어시 일정 확률로 전설용사를 획득할 수 있다. 고대의 훈련장과 특수던전은 게임에 유용한 여러 가지 재화들을 얻을 수 있다. 이벤트 던전은 랜덤으로 열리며 페이스북 공식 홈페이지를 통해 확인할 수 있다. 목록은 다음과 같다.
-격돌!용사로이드
-무기의 시련 던전
-부활한 토끼군단
-푸커스는 못말려
-푸커스는 배고파
-드라코의 둥지

### 토벌
2명의 유저가 함께 토벌 보스를 공략하는 형식으로 이루어진다. 무작위 유저 매칭과 1~999999번의 대기실 매칭이 가능하다. 입장에는 고기가 소모된며 스테이지가 높을수록 보상이 좋아진다. 토벌보스는 크게 사도보스 4종, 마력지배자, 유적의 수호자로 구성된다.

#### 사도보스
화산, 숲, 사막 ,심해로 구성되며 각각 4스테이로 구성되어 있다. 시나리오 사도의 부활 에피소드 1, 2, 3, 4를 클리어 할 때마다 입장 가능한 보스가 하나씩 많아지게 된다. 클리어시 금화, 무기등을 얻을 수 있다.

#### 마력 지배자
1층 분노 2층 파멸 3층 공허 4층 종언으로 이루어져 있으며 던전 분노의길, 파멸의 길, 공허의길을 모두 클리어시 입장 가능해진다. 클리어보상은 반지.

#### 유적의 수호자
칼리야 연대기 에피소드 1을 클리어시 입장 가능하다. 1층 제르 2층 나르메르 3층 카세켐위, 4층 카밀라 바누브로 구성되어 있으며 클리어보상은 유물.

## 스토리(story)

### 영혼석 연대기
에피소드 1~7로 구성되어 있으며 여신들과 함께 사도의 부활을 막기 위해 모엄을 떠나는 용사단(유저)의 이야기를 담고 있다.

### 칼라드 연대기
시즌2로 새로운 등장인물과 새로운 이야기가 전개될 예정이다.

## 콜라보(collaboration)
크루세이더 퀘스트는 다양한 게임과 콜라보를 진행한다. 콜라보는 대부분 타 게임의 캐릭터가 크루세이더 퀘스트의 신규 용사로 출시되는 방식으로 이루어진다. 현재까지의 콜라보는 다음과 같다.
| 길티기어 Xrd | 기동전희(아머걸즈) | KOF 98 | Deemo | Ys | RWBY | 꾸러기 수비대 |